# Jan Gerson

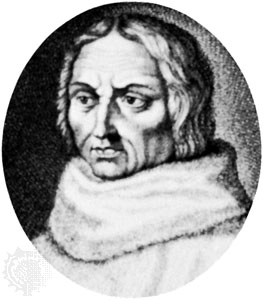
Jan Gerson

Jan (Jean) Charlier de Gerson (ur. 14 grudnia 1363 w położonej w Szampanii wiosce Gerson (biskupstwo Reims), zm. 12 lipca 1429) – francuski wykładowca, reformator i poeta, pełnił funkcję kanclerza uniwersytetu paryskiego. Istotną rolę odegrał podczas soborów ekumenicznych w Pizie i Konstancji.
Jego rodzice Arnulf Charlier i Elżbieta de la Chardeniêre (druga "święta Monika") 
byli pobożnymi wieśniakami, a siedmioro ze swoich dwunastu dzieci, cztery córki i trzech synów, poświęcili życiu religijnemu. Młody Gerson został wysłany w wieku czternastu lat do Paryża na sławne Kolegium Nawarry. Po pięcioletnich studiach otrzymał tytuł licencjata sztuk i rozpoczął studia teologiczne pod kierunkiem dwóch sławnych nauczycieli Gilles'a Deschampsa (Aegidius Campensis) oraz Pierre'a d'Ailly (Petrus de Alliaco) rektora Kolegium Nawarry, kanclerza uniwersytetu a później biskupa Le Puy-en-Velay, arcybiskupa Cambrai i kardynała. Pierre d'Ailly pozostał jego dozgonnym przyjacielem a w późniejszym wieku uczeń najwidoczniej stał się nauczycielem (zobacz wstęp do Liber de vita Spir. Animae).

## Gerson iwielka schizma zachodnia
Głównym osiągnięciem Gersona było to, co zrobił dla zakończenia wielkiej schizmy zachodniej. Grzegorz XI zmarł w 1378 r., ledwie rok po tym, jak Gerson poszedł do kolegium Nawarry, i od jego śmierci Kościół miał dwóch papieży, co dla średniowiecznego umysłu oznaczało dwa kościoły i podzielonego Chrystusa. Za schizmę odpowiadała w dużej mierze Francja. Papieże byli pod francuskimi wpływami tak długo, że posiadanie własnego papieża stało się dla Francji niemal oczywistością. Pobożni Francuzi czuli się odpowiedzialni za skandale związane ze schizmą. Stąd melancholijna pobożność Gersona, Pierre'a d'Ailly oraz ich towarzyszy, i energia, z jaką walczyli, aby zakończyć schizmę. W czasie życia Klemensa VII, Uniwersytet Paryski wielokrotnie odbywał dysputy na temat stanu chrześcijaństwa. Wnioski przedstawiały się następująco: schizma może zakończyć się na dwa sposoby: przez ustąpienie, jeżeli obaj papieże bezwarunkowo zrzekliby się tiary, oraz przez arbitraż powszechnego soboru. Gdy zmarł Klemens, król Francji naciskany przez uniwersytet usiłował nie dopuścić do wyboru nowego papieża. Kardynałowie najpierw dokonali wyboru, a dopiero potem przeczytali królewski list. W nowych wyborach zarówno w Rzymie, jak i w Awinionie wpływ Paryża był tak silny, że obydwaj papieże przysięgli zrzec się stanowiska, jeżeli tylko rywal zrobi to samo.
W tym samym czasie w 1395 stany Francji i francuski kler przyswoiły sobie program uniwersytetu: cesja lub sobór powszechny. Ruch rósł w siłę. W 1398 większość kardynałów i koronowanych głów Europy zgodziła się na przeprowadzenie planu. Podczas tego okresu Gerson z niespożytymi siłami pracował – atmosfera powszechnego oczekiwania, nadziei i strachu jest odzwierciedlona w jego wielu pamfletach. Na początku istniała nadzieja, że strony zgodzą się na cesję. Lecz wkrótce zachowanie papieży sprawiło, że Europa straciła cierpliwość i wzrosła chęć zwołania powszechnego soboru (patrz De concilio generali unius obedentiae) Ostatecznie sobór został zwołany do Pizy.
Najważniejszymi z nauk soboru były: Trilogus in materia scismatis (ii.83) oraz De unitate Ecclesiae (ii 113), w których, podążając za Pierre'em d'Ailly, Gerson udowadnia, że idealna jedność Kościoła, bazująca na Chrystusie, a zniszczona przez papieży, może zostać przywrócona wyłącznie przez sobór powszechny, najwyższy i pełny w prawach, choć nie zwołany przez papieża. Sobór odwołał obydwu antypapieży i powołał na namiestnika św. Piotra Aleksandra V. Gerson został wybrany, aby wygłosić do nowego papieża mowę o jego obowiązkach. Zrobił to w swoim Sermo coram Alexandro Papa in die ascencionis in concilio Pisano (ii 131). Wszystkie nadzieje na reformy zostały jednakże ochłodzone w trakcie panowania nowego papieża, który, jako franciszkanin, hołubił swój zakon ponad wszelką miarę. Wydał bullę, wedle której kler parafialny i uniwersytety zostały zdane na łaskę i niełaskę mendykantów. Na uniwersytecie paryskim narastał bunt, wiedziony przez jego kanclerza, który napisał stanowczy pamflet: Censura professoru in theologia circa izullam Alexandri V (ii. 442).
Papież umarł wkrótce potem, a jeden z najbardziej rozwiązłych ludzi tych czasów, Jan XXIII (Baldassare Cossa) został wybrany jego następcą. Sobór w Pizie nie przyniósł pokoju, dodał tylko trzeciego papieża. Pierre d'Ailly narzekał na sobory powszechne (zob. jego De difficultate reformationis in concilio universali ale Gerson kontynuował walkę. Ożywiała go kolejna sprawa – waśnie pomiędzy domami Orleanu i Burgundii, które długo pustoszyły Francję. Książę Orleanu został zdradziecko zamordowany przez zwolenników księcia Burgundii, a teolog Jean Petit (1360-1411) publicznie i niedwuznacznie usprawiedliwił ten czyn. Jego usprawiedliwienia morderstwa – "osiem prawd", jak je nazwał, zostały głównie za sprawą Gersona potępione przez uniwersytet paryski, arcybiskupa i wielkiego inkwizytora. Książka Petita została publicznie spalona przed katedrą Notre Dame. Gerson pragnął, aby sobór potwierdził ten wyrok. Jak zwykle, podjął w tym celu wielkie wysiłki – w serii traktatów stwierdzał, że sobór powszechny może odwołać papieża, wysuwał oskarżenia pod adresem panujących papieży, powtarzał oskarżenia przeciwko Petitowi, i ukazywał grzech schizmy – podsumowując, robił wszystko, aby pokazać opinii publicznej zło w Kościele i sposoby jego naprawy.
Jego wysiłki były wspierane przez cesarza Zygmunta i rezultatem był sobór w Konstancji. Autorytet Gersona podczas soboru był wielki – był tym, który podyktował Janowi XXIII akt złożenia urzędu, miał też przewodnią rolę podczas procesu przeciwko Janowi Husowi. Wielu biografów Gersona ma problem z pogodzeniem jego udziału w procesie z jego sceptycznym nastawieniem wobec idei najwyższej władzy papieża. Bierze się to głównie z niezrozumienia pozycji Gersona, a częściowo z omyłkowego przypisywania mu traktatu De modis uniendi ac reformandi Ecclesiam in concilio universali. Wszystkie stanowcze sformułowania Gersona dotyczące supremacji soboru dotyczą wyłącznie sytuacji wyjątkowych, takich jak schizma. Z pewnością trudno go nazwać reformatorem, Husa nienawidził z całą nienawiścią, jaką człowiek głęboko zakorzeniony w tradycji darzy reformatora. Trzy traktaty: De necessitate reformationis Ecclesiae, De modis uniendi ac reformandi Ecclesiam, i De difficultate reformationis in concilio universali, długo przypisywane Gersonowi, zostały wedle nowszych badań uznane za dzieła opata Andreasa z Randuf lub z większym prawdopodobieństwem Dietricha z Nieheim.
Sobór w Konstancji, który udowodnił sławę Gersona, pod koniec stał się przyczyną jego upadku. Stał się oskarżycielem w procesie Jeana Petita, a sobór, onieśmielony przez księcia Burgundii, nie zaakceptował wyroku wydanego przez uniwersytet i arcybiskupa Paryża. Usprawiedliwienie mordu autorstwa Petita zostało uznane wyłącznie za opinię etyczną i filozoficzną, nie wywodzącą się z wiary i niebędącą herezją. Gerson nie ośmielił się na powrót do Francji, gdzie z powodu kryzysu królestwa urósł w siłę książę Burgundii. Pozostał w Konstancji, a potem w Rattenbergu, gdzie napisał swą słynną książkę De consolatione theologiae. U schyłku życia przeniósł się do Lyonu. Po śmierci został uznany przez Kościół za błogosławionego.

## Dzieła

Opera omnia, 1706

- De modo se habendi tempore schismatis (ca. 1401)
- De mystica theologia (1408)
- De universitate ecclesiae (1409)
- De auferibilitate papae ab ecclesia (1409)
- De consolatione theologiae (1418)

### Przekłady w języku polskim
- Jan Gerson: O teologii mistycznej. Tłumacz: Maria Jakubowska. Wydawnictwo Marek Derewiecki, 2012. ISBN 978-83-61199-66-3. Brak numerów stron w książce